# Роговская, Светлана Ивановна
Светлана Ивановна Роговская (Лана Роговская) — российский врач, акушер-гинеколог, дерматовенеролог, писатель, общественный деятель. Автор учебных пособий. Доктор медицинских наук (2003), профессор. Профессор Российской медицинской академии непрерывного профессионального образования и УНМЦ Управделами Президента РФ. Врач высшей категории.
Почетный президент Российской Ассоциации по генитальным инфекциям и неоплазии РАГИН. Руководитель Всероссийского просветительского проекта «Онкопатруль\ЖенПросвет». Член правления Российской ассоциации акушеров-гинекологов.
Член Европейского общества по контрацепции, Европейской Федерации по кольпоскопии и цервикальной патологии, Международного общества по менопаузе, Международного лиги по борьбе с ИППП, член ISIDOG, член ESGO, член ЮСТИ. Эксперт Общероссийского народного фронта.

## Биография
Окончила Тихоокеанский государственный медицинский университет (1976—1982) по специальности «гинеколог».
С 1982 по 1985 год — врач-интерн по акушерству и гинекологии в центральной районной больнице г. Видное Московской области.
С 1985—1990 год — работала в Федеральном научном центре акушерства, гинекологии и перинатологии им. Академика В. И. Кулакова Федерального агентства по высокотехнологичной медицинской помощи, вначале как врач, а затем — клиническим ординатором.
В 1990 году стала врачом Федерального научного центра акушерства, гинекологии и перинатологии им. Академика В. И. Кулакова Федерального агентства по высокотехнологичной медицинской помощи. Проработала в научном центре вплоть до 26 августа 2010 года, пройдя путь от врача до ведущего научного сотрудника.
В 2008 году стала профессором кафедры акушерства, гинекологии, перинатологии и репродуктологии МГМУ им И. М. Сеченова.
1 сентября 2010 года стала акушером-гинекологом Евро-клиник.
С 10 сентября 2010 по 1 ноября 2018 года — профессор кафедры дерматовенерологии, микологии и косметологии УНМЦ Управделами Президента РФ.
С 16 сентября 2010 года — профессор кафедра акушерства и гинекологии Российской Медицинской Академии постдипломного образования (РМАНПО).
С 2016 по 2018 год — главный научный сотрудник ФГБУ Национальный медицинский исследовательский центр реабилитации и курортологии Минздрава России
1 апреля 2018 года возглавила клинику женского здоровья Медицинского центра Елены Малышевой. Эксперт телепередачи «Жить здорово!» на Первом канале.

## Научная деятельность
Автор более 300 научных работ и 19 книг. В сфере её научных интересов: рак шейки матки, папилломавирусная инфекция, ИППП, цервикальная патология, репродуктивное здоровье, контрацепция.
Координатор международного информационного проекта при ВОЗ HPVtoday в России и Восточной Европе. Является организатором образовательных мастер-классов для врачей России в рамках проекта «Женпросвет»
Принимала участие в Международной конференции по онкогинекологии в Баку в 2019 году.

## Писательская деятельность
Автор двух художественных книг-детективов о медицине «По закону клумбы» и «Смерть у дольмена». Публикуется под псевдонимом «Лана Роговская».